# Sappaya-Sapasathan
Le Sappaya-Sapasathan (en thaï : สัปปายะสภาสถาน RTGS : Sappayasaphasathan) est l'actuel et troisième siège de l'Assemblée nationale de la Thaïlande, son parlement bicaméral. Il est situé sur la rive gauche de la rivière Chao Phraya dans le quartier Kiakkai (en) du district de Dusit. C'est le plus grand bâtiment parlementaire du monde avec 424 000 m2 d'espace au sol.

## Histoire
Le parlement thaïlandais a changé au cours de son existence plusieurs fois d'emplacement. Son premier site est la salle du Trône d'Ananta Samakhom (en), utilisé de 1933 à 1974. Il est ensuite transféré au Parliament House (en), mais le bâtiment est rapidement dépassé en capacité. En 2008, trois sites sont envisagés pour un nouveau bâtiment. Il s'agit du district de Dusit, de Mueang Nonthaburi et de Khlong Toei. Le district de Dusit est choisi par le gouvernement Samak Sunthorawet.

## Nom
Il existe diverses des interprétations du nom du bâtiment.
Le titre du projet gagnant est Sappaya Sapha Sathan. Les architectes qui ont soumis le projet déclarent que le terme bouddhiste sappaya signifie « Confortable dans le dharma », et le titre est censé signifier « un endroit pour faire de bonnes actions ou un bon karma ».
La conception de l'édifice est inspiré par un conte thaïlandais classique, Trai Bhum Phra Ruang, et est conçu pour ressembler à un temple comme un rappel aux fonctionnaires de l'identité thaï et de la moralité, ce qui fait du bâtiment un véritable Sappaya Sapasathan, « parlement pacifique ».
Sappaya-Sapasathan est une combinaison de mots avec sappaya ou les sept de Sappaya signifiant « confortable », « soutien » et la « bonne chose »; et le mot sapasathan qui signifie « Conseil de la paix ».

## Conception
Le nouveau complexe parlementaire est conçu par une équipe dirigée par Theerapol Niyom, gagnante du concours pour la construction du nouvel édifice. Construit pour fournir plus de 424 000 m2 de surface au sol, pour un budget 23 milliards de bahts, il peut accueillir plus de 5 000 personnes et garer 2 000 voitures. Ses principales caractéristiques sont une pagode thaïlandaise au centre du bâtiment, le Suriyan Hall (Chambre du Soleil) pour la Chambre des représentants, le Chantra Hall (Chambre de la Lune) pour le Sénat de Thaïlande, et l'utilisation de 5 018 arbres de teck qui représentent « l'ADN de la Thaïlande ».
Il abrite également des musées, un centre de congrès, une salle de séminaire, une salle de banquet et des bureaux. L'ensemble est critiqué pour être une « architecture religieuse », embrassant « des éléments de la cosmologie bouddhiste et hindoue ».
Et il abrite aussi au 5ème étage un club privé qui fait polémique avec sa piste de course, son salon de massage et son karaoké.

## Construction

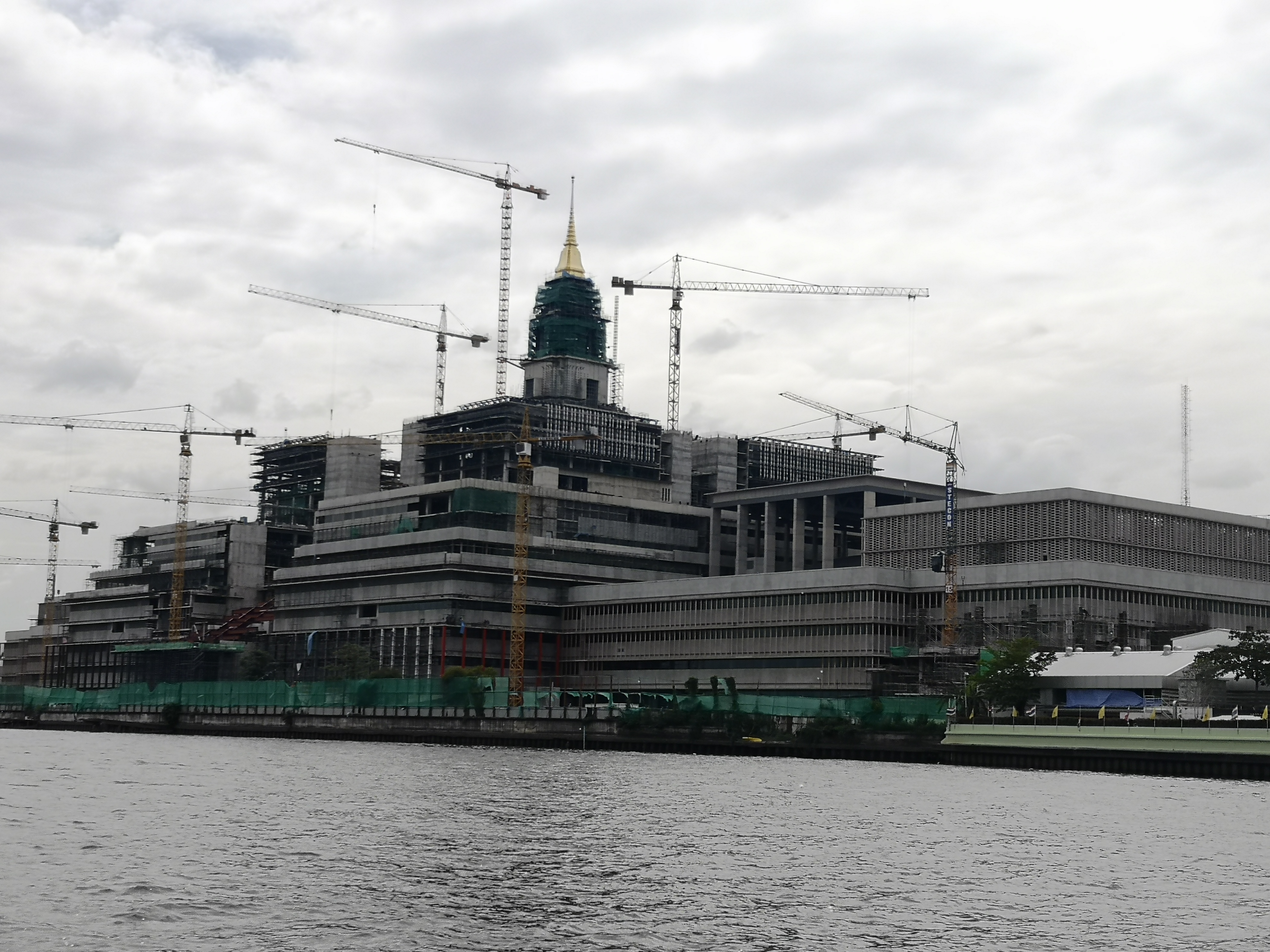
Sappaya-Sapasathan pendant sa construction en juillet 2019.

Le nouveau bâtiment parlementaire est sous contrat en 2013 et devait être ouvert en 2015. Il se trouve sur une rive de la rivière Chao Phraya dans le quartier Kiakkai du sous-district de Thanon Nakhon Chai Si, district de Dusit, occupant 300 000 m2 de terrain. Le site de l'ancien bâtiment du parlement est rendu à son propriétaire, le Bureau de la Maison royale, à la fin de 2018. La construction du nouveau bâtiment est retardée de quatre ans. Le budget du projet passe de 14 milliards de bahts à 23 milliards de bahts. Le Parlement n'inflige pas de pénalités au promoteur pour avoir manqué la date limite. Comme le terrain où se trouve l'ancien bâtiment du parlement est déjà retourné au Bureau de la propriété de la Couronne, le Parlement se réunit dans un auditorium loué à la société de télécommunications TOT au coût de 11 millions de bahts par mois à partir de mai 2019. À partir d'août 2019, le Parlement se réunit au Sappaya-Sapasathan, bien que certaines parties du bâtiment restent inachevées. Le nouveau complexe ouvre officiellement le 1er mai 2021.

Images du Sappaya-Sapasathan
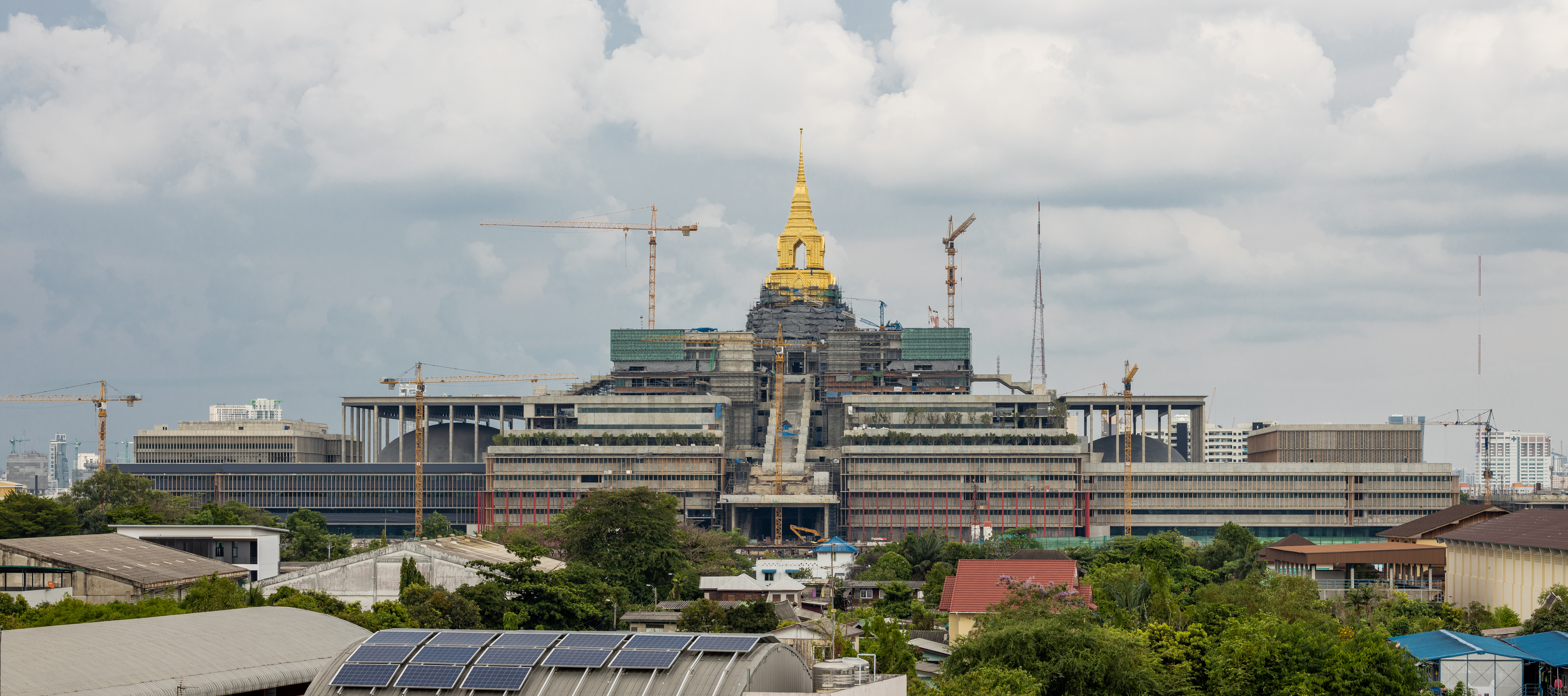
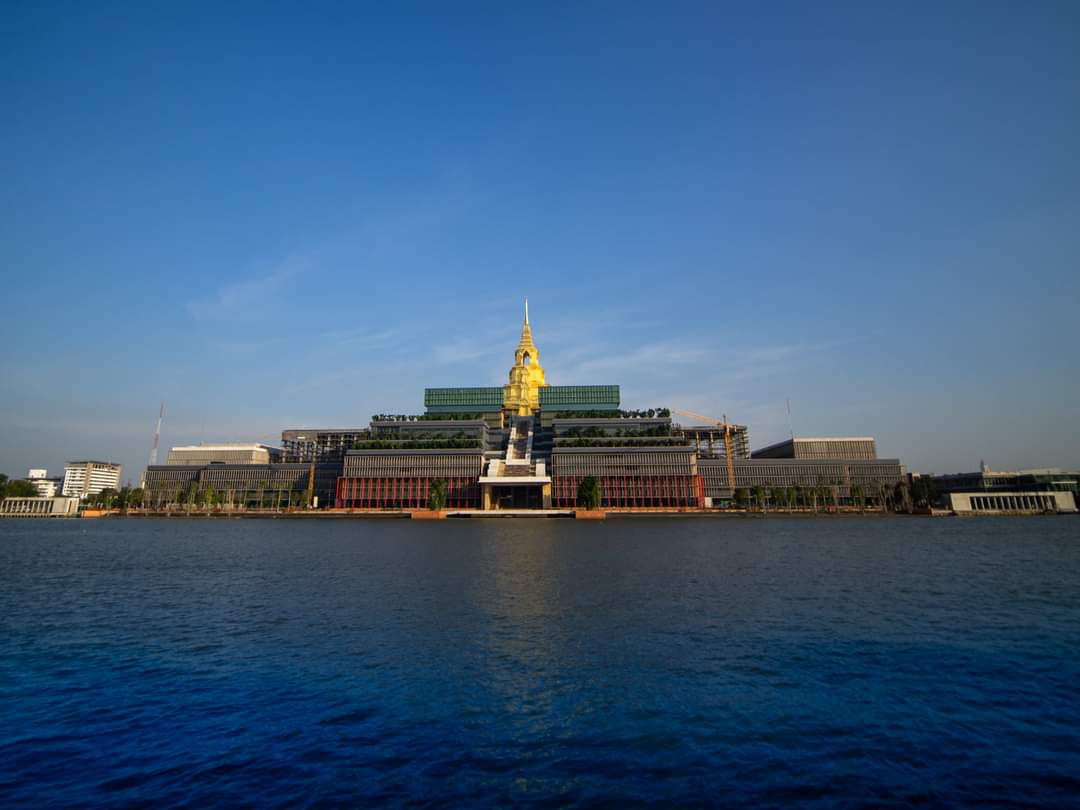